# سیریل سیدهاوس
سیریل سیدهاوس (انگلیسی: Cyril Seedhouse؛ ۱۰ آوریل ۱۸۹۲ – ۲۱ ژانویهٔ ۱۹۶۶) ورزشکار دو و میدانی اهل بریتانیا بود.
وی در مسابقات کشوری و بین‌المللی در مجموع برندهٔ ۱ مدال برنز شده‌است.